# Plectromerus lingafelteri
Plectromerus lingafelteri là một loài bọ cánh cứng trong họ Cerambycidae.